# Lijst van voetbalinterlands Argentinië - Panama
Deze lijst van voetbalinterlands is een overzicht van alle officiële voetbalwedstrijden tussen de nationale teams van Argentinië en Panama. De landen speelden tot op heden drie keer tegen elkaar. De eerste ontmoeting, een vriendschappelijke wedstrijd, werd gespeeld in Santa Fe op 20 mei 2009. Het laatste duel, eveneens een vriendschappelijke wedstrijd, vond plaats op 23 maart 2023 in Buenos Aires.

## Wedstrijden
| № | Plaats       | Datum         | Competitie              | Wedstrijd           | Uitslag |
| - | ------------ | ------------- | ----------------------- | ------------------- | ------- |
| 1 | Santa Fe     | 20 mei 2009   | Vriendschappelijk       | Argentinië – Panama | 3 – 1   |
| 2 | Chicago      | 10 juni 2016  | Copa América Centenario | Argentinië – Panama | 5 – 0   |
| 3 | Buenos Aires | 23 maart 2023 | Vriendschappelijk       | Argentinië − Panama | 2 − 0   |

## Samenvatting
| Competitie        | Totaal gespeeld | Winst Argentinië | Gelijk | Winst Panama | Doelsaldo Argentinië – Panama |
| ----------------- | --------------- | ---------------- | ------ | ------------ | ----------------------------- |
| Copa América      | 1               | 1                | 0      | 0            | 5 – 0                         |
| Vriendschappelijk | 2               | 2                | 0      | 0            | 5 – 1                         |
| Totaal            | 3               | 3                | 0      | 0            | 10 – 1                        |

Wedstrijden bepaald door strafschoppen worden, in lijn met de FIFA, als een gelijkspel gerekend.

## Details

### Eerste ontmoeting
| Vriendschappelijk (Santa Fe, Argentinië, 20 mei 2009): |              | |
| Argentinië | 3 – 1        | Panama |
| Matías Defederico 27' Gonzalo Bergessio 39' Gonzalo Bergessio 84' | goals        | 29' Nelson Barahona |
| Diego Maradona | bondscoach   | Gary Stempel |
| Diego Pozo 72' Nicolás Otamendi Alexis Ferrero 67' Matías Caruzzo Hernán Bernardello 46' Fabián Rinaudo 58' Daniel Montenegro Gonzalo Bergessio José Sand 46' Eduardo Salvio 58' Matías Defederico 46' | opstellingen | Jaime Penedo Joel Solanilla Carlos Rivera Luis Moreno Armando Gun 59' Nelson Barahona Manuel Torres 81' Ricardo Phillips 49' Amilcar Henríquez 63' José Garcés 69' Luis Tejada |
| Sebastián Prediger 46' Emiliano Papa 46' Esteban Fuertes 46' Sebastián Blanco 58' Franco Zuculini 58' Ignacio Canuto 67' Christian Campestrini 72'                                                     | wissels      | 49' Juan Solís 59' Víctor Herrera 63' Edwin Aguilar 69' Orlando Rodríguez 81' Eduardo Jiménez                                                                                  |
| Daniel Montenegro 35' | gele kaarten | 45' Amilcar Henríquez |